# Айгингер, Карл
Карл Айгингер (род. 23 октября 1948, Вена) — австрийский экономист, являвшийся главой Австрийского института экономических исследований (WIFO) в период с 2005 по 2016 год (был сменён Кристофом Бадельтом). Айгингер также является профессором Венского университета экономики и бизнеса, а также — почётным профессором в Университете Иоганна Кеплера в Линце. Он основал и руководит платформой «Перекрестный центр политики» (англ. Policy Crossover Center) — междисциплинарным дискуссионным форумом по европейской политике. Его работы по экономике и смежным областям широко представлены в библиотеках по всему миру.

## Биография
Карл Айгингер учился в Венском университете с 1966 по 1974 год, а затем — в Университете Пердью (Индиана, 1978). С 1970 года он работает в Австрийском институте экономических исследований (WIFO). Айгингер состоит в должности профессора экономической политики в Венском университете экономики и бизнеса, а также — в Университете Йоханнеса Кеплера в Линце. В 1991 году он был приглашённым профессором Массачусетского технологического института (MIT), а в 1997 году — в Калифорнийском университете в Лос-Анджелесе. В 2002 году Айгингер работал в качестве профессора в Стэнфордской высшей школе бизнеса (Калифорния), а также читал курс лекций в университете Чанши (Хунань, Китай).

## Работы и критика
Карл Айгингер специализируется на промышленной организации. Он уделяет основное внимание анализу промышленной политики, инноваций, конкурентоспособности компаний, международной конкуренции, а также — европейской экономической и социальной модели. Айгингер является основателем и издателем журнала «Journal of Industry, Competition and Trade» и был руководителем проекта по аналитическим принципам, ставшим основой для серии докладов о конкуренции Генерального директората Европейской комиссии по внутреннему рынку, промышленности и предпринимательству. От имени правительства Финляндии он оценивал финскую систему продвижения инноваций, а также руководил оценкой системы австрийских субсидий и финансирования научных исследований (от имени федерального правительства Австрии). Айгингер входил в наблюдательный совет холдинговой компании, созданной для управления национализированными австрийскими предприятиями.
Главная идея многочисленных работ Айгингера состоит в том, что необходимо изменить принцип оценки конкурентоспособности предприятия: он является противником приравнивания конкурентоспособности к низкой себестоимости производимой продукции — Айгингер выступает за её измерение по совокупным результатам. В частности, он определяет конкурентоспособность как «способность достигать цели за пределами роста ВВП» (англ. ability to deliver beyond GDP goals). По мнению Айгингера, промышленно-развитые страны должны придерживаться стратегии, основанной прежде всего на качестве продукции, поскольку стратегия «низких затрат» может быть скопирована странами с низкими доходами населения. «Широкое» определение конкурентоспособности было недавно принято Европейским социально-экономическим комитетом (EESC), как возможность избежать чрезмерной ограничительной политики, направленной исключительно на сокращения расходов.
В промышленной политике Айгингер выступает за концепцию системной промышленной политики, которая ведётся одновременно с инновационной политикой — и конечной целью которой является удовлетворения общественных потребностей. В частности, более высокие затраты на энергию или промышленные выбросы, по его мнению, должны быть компенсированы более низкими налогами и лучшими условиями внедрения инноваций. Таким образом, страна получает конкурентные преимущества, которые важны для будущего — она становится технологическим лидером.

## Семья
Карл Айгингер женат и имеет двоих детей.